# Новогруд (Люблінське воєводство)
Новогруд (пол. Nowogród) — село в Польщі, у гміні Ленчна Ленчинського повіту Люблінського воєводства.
Населення — 373 особи (2011).
У 1975—1998 роках село належало до Люблінського воєводства.

## Демографія
Демографічна структура станом на 31 березня 2011 року:
|          | Загалом | Допрацездатний вік | Працездатний вік | Постпрацездатний вік |
| -------- | ------- | ------------------ | ---------------- | -------------------- |
| Чоловіки | 183     | 33                 | 129              | 21                   |
| Жінки    | 190     | 38                 | 110              | 42                   |
| Разом    | 373     | 71                 | 239              | 63                   |